# Wenceslaus II van Bohemen (hertog)
Wenceslaus II (Praag, 1137 - aldaar?, 1192), uit het Huis der Přemysliden, was een zoon van hertog Soběslav I van Bohemen en Adelheid van Kroatië. Hij volgde in 1191 Koenraad II Otto op als hertog van Bohemen, nadat die in 1191 bij het beleg van Napels aan de pest overleden was. Wenceslaus regeerde slechts 3 maanden.

## Voorouders
| Voorouders van Wenceslaus II van Bohemen | Voorouders van Wenceslaus II van Bohemen                                 | Voorouders van Wenceslaus II van Bohemen                              | Voorouders van Wenceslaus II van Bohemen                              | Voorouders van Wenceslaus II van Bohemen                              |
| ---------------------------------------- | ------------------------------------------------------------------------ | --------------------------------------------------------------------- | --------------------------------------------------------------------- | --------------------------------------------------------------------- |
| Overgrootouders                          | Břetislav I van Bohemen (1002-1055) ∞ Judith van Schweinfurt (1003-1058) | Casimir I van Polen (1016-1058) ∞ Dobrognewa van Kiev (1012-1087)     | Géza I van Hongarije (1044-1077) ∞ Synadene van Byzantium(1050-1077)  | Svjatopolk II (1050–1113) ∞ ? (-)                                     |
| Grootouders                              | Vratislav II van Bohemen (1035-1092) ∞ Swatawa van Polen (1048-1126)     | Vratislav II van Bohemen (1035-1092) ∞ Swatawa van Polen (1048-1126)  | Álmos van Hongarije (1068-1127) ∞ Predslava van Kiev (1012-1087)      | Álmos van Hongarije (1068-1127) ∞ Predslava van Kiev (1012-1087)      |
| Ouders                                   | Soběslav I van Bohemen (1075-1140) ∞ Adelheid van Kroatië (1105-1140)    | Soběslav I van Bohemen (1075-1140) ∞ Adelheid van Kroatië (1105-1140) | Soběslav I van Bohemen (1075-1140) ∞ Adelheid van Kroatië (1105-1140) | Soběslav I van Bohemen (1075-1140) ∞ Adelheid van Kroatië (1105-1140) |
| Wenceslaus II van Bohemen (1137-1192)    |                                                                          |                                                                       |                                                                       |                                                                       |